# Guru Studio
Guru Studio est une société de divertissement basée à Toronto avec des séries pour enfants, notamment PAW Patrol, True and the Rainbow Kingdom , Mecha Builders, Pikwik Pack, Ever After High et  Justin Heure.
La société est actuellement en production avec Moonbug Entertainment (en) sur la série YouTube My Magic Pet Morphle et la mini-série familiale Charlotte's Web avec Sesame Workshop pour Max. Guru Studio a également contribué au développement visuel du long métrage d'animation nommé aux Oscars Parvana, une enfance en Afghanistan. Le 1er février 2016, Guru Studio a annoncé un partenariat avec Toon Boom Animation. Les ingénieurs des deux sociétés feront équipe et travailleront ensemble pour développer et intégrer des fonctionnalités logicielles dans Toon Boom Harmony.

## Filmographie

### Productions originales
- The Backyardigans (2004-2010)
- Justin Time (2011–2016)
- Mudpit (2012–2013)
- Dinopaws (2014–2015)
- Ever After High (2013–2016)
- PAW Patrol (2013-present)
- Shimmer and Shine (2015–2020)
- Parvana, une enfance en Afghanistan. (2017)
- True and the Rainbow Kingdom (2017–2019)
- Abby Hatcher (2019–2022)
- Pikwik Pack (en) (2020–2021)
- Big Blue (en) (2021–présente)
- 123 Number Squad! (2022-present)
- Mecha Builders (en) (2022-présente)
- My Magic Pet Morphle (en) (2024)
- Sausage Party: Foodtopia (2024)
- The Adventures of Emojis (2024)
- Scoops! (TBA)